# Boldogasszony-kápolna (Pilisszántó)
A pilisi Boldogasszony-kápolna a  Pilis legmagasabb hegyének
déli lejtőjén, a  László kúpján található, egy régi mészkőbánya peremén, Pilisszántó határában. 
A 2006-ban felszentelt kápolnához a Csillagösvénynek 
elnevezett szakrális sétaút vezet. A pilisi kőből épített szentély tervezője Makovecz Imre és Örfi József. A kápolna legfontosabb üzenete: a hazáját szerető keresztényi nemzet összetartozása, a megosztottság elvetése, hogy egységbe ötvözze a nemzeti keresztényi sajátosságokat az egyetemes kereszténységgel.
A helyszínen Pünkösd idején a Csíksomlyói búcsúval egy időben tartanak szentmisét, 
hidat képezve a határon túli magyarsággal.

## Történet

### Előzmények
A kápolna építését megelőzően a helyszínen 1994-ig mészkőbánya működött.
1996-ban néhány pilisi település lakóiból, zarándoklat érkezett 
a Mária-jelenésről nevezetes Međugorjéba. 
A résztvevők egyöntetűen megállapították, hogy a helyszín a pilisi tájra emlékezteti őket, csak éppen 
a Križevacon (Kereszt hegy) álló jelkép hiányzik a Pilisről.  
A pilisszántói kőbánya 2002-es rekultivációja után, a község egy nagy méretű keresztet kapott 
ajándékba Csíksomlyótól, mely a Hargita erdejéből származó 
tölgyfából készült és amelyet Pilis Keresztjeként szenteltek fel 2003. december 20-án. A kereszt felállításával egyre inkább erősödött a terület történelmi és vallási jelentősége,
a helyszín szakrális jellege, így kínálkozott a feladat, hogy ennek szellemében egy méltó és sajátos 
hangulatú szenthelyet építsenek azok számára, akik a modern világ zajaitól távol, a természethez 
közel szeretnének imádkozni, az őseik iránti tiszteletüket kifejezni. 
Az istentiszteletre szolgáló építmény gondolata majd négy éven át érlelődött és kezdettől fogva 
az volt az alapfeltétel, hogy az építés kizárólag adakozásból és önkéntes munkával történhet.

### Az építkezés
A kápolna építését az akkori pilisszántói polgármester, Szőnyi József és a falu hívőinek kezdeményezésére kezdték el szervezni. A tervek elkészítésére öt építész is felajánlotta szolgálatait. 2005-ben Szőnyi a tervekkel felkereste Makovecz Imre építészt, hogy döntse el melyiket tartja a legalkalmasabbnak. Makovecz rápillantva a tervekre felajánlotta, hogy ők majd segítenek megtervezni a kápolnát. 
A tervek 2006 tavaszára készültek el, így lett Makovecz tanítványával Örfi Józseffel együtt a kápolna tervezője.
Ez volt a Makovecz Építésziroda első olyan épülete amely nem fából, hanem teljes egészében kőből épült.
A kápolna alapkövét 2006. június 19-én rakták le, miután kiöntötték az épület patkó alakú vasbeton alapját. 
Majd egy ácsmester vezetésével Őrfi József ötlete és tervei alapján elkészítették a kápolna zsaluzatát, melyhez a faanyagot egy helyi vállalkozó adományozta. Erre a zsaluzatra speciális, fagyálló habarcsba rakott természetes mészkőből építették fel a kápolna falait, de nem a mellette lévő bánya köveiből, hanem a Pilis egy másik végéből, amely tömörebb és jobb minőségű volt.
A beton megkötése után kiszedték alóla zsaluszerkezetet. A munkaerő javarészét a Makovecz Vándoriskola építészhallgatói és a Műegyetem diákjai adták. 
Az épület létrejöttét Szőnyi József, a kápolna fővédnöke irányításával tekintélyes összefogás segítette, mely 
nélkülözte a haszonelvű üzleti szemléletet.
Ez a hely soha nem azonosulhat a haszonelvű üzleti szemlélettel, mert úgy éppen a lényegét veszítené el sajátos csodájának. Boldogasszony kegyelmét nem lehet kufárok haszonleső hozzáállásával kialkudni, egy őszinte főhajtás többet ér nála.

### A felszentelés
A kápolnát 2006. december 21-én avatták illetve szentelték fel a téli napforduló idején, a Boldogságos Szűz Mária tiszteletére.
A felszentelést a szent mise keretén belül, a Székesfehérvárról érkezett Spányi Antal végezte, 
a pilisi falvak papjaival együtt. A felszentelésre több mint ezer zarándok érkezett az ország különböző részeiről. Az eseményen Pitti Katalin elénekelte az Ave Mariát.

### A kápolna meggyalázása
2015. december 20-án, éppen a téli napforduló előtt ismeretlen (tettes vagy) tettesek fekete spray festékkel 
elcsúfították a Mária-szobor szemeit, a kezében tartott tulipánt, valamint az ölében fekvő nemzeti zászlót, a kápolna belső falaira pedig rúna graffitiket firkáltak. 
Az eset után több száz hívő jelent meg a kápolnánál, hogy megünnepeljék a meghiúsult december 21-i napfordulót.
Az incidensből kifolyólag, a jelenlévők az elkövetők lelki üdvéért imádkoztak, majd Szőnyi József javaslatára 
született az ötlet, hogy a kápolna feletti magaslaton egy Áldás osztó Jézus szobrot emeljenek, 
amit a  himnusz első sorára utalva (İsten áld meg a’ Magyart) Himnusz szobornak is neveznek. Rá egy évre 2016. december 21-én szentelték fel a szobrot.

## Az épület leírása

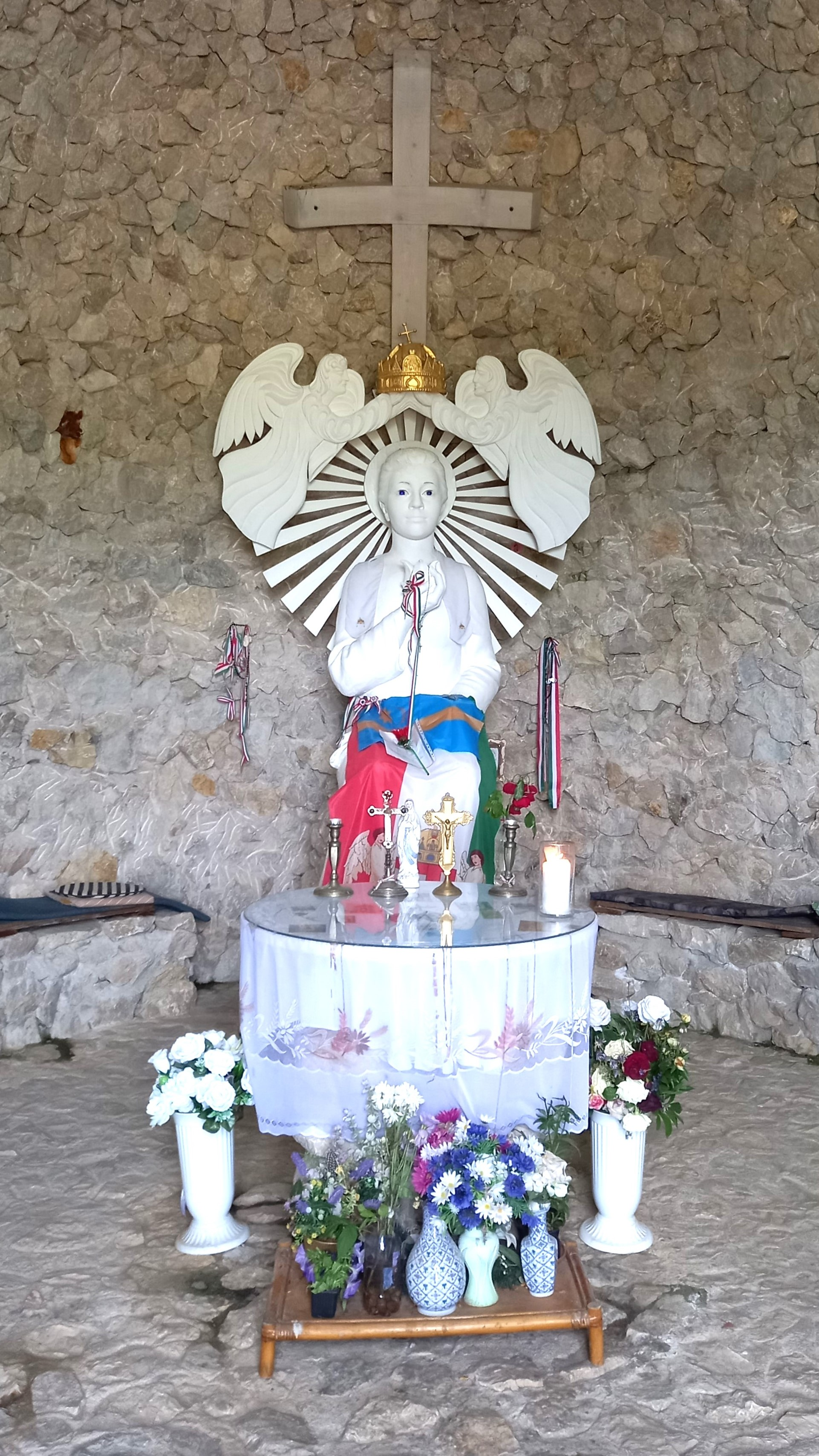
A kápolna oltára és a Mária-szobor

A két egyenként 9 méter magas, a pálos szerzetesekre emlékeztető, előrehajló csuklyás formájú harangtornyok tetején, (a csuklyás szerzetesek arca helyén) egy-egy kőkereszt helyezkedik el, mely a faluban 2000-ben előkerült Keresztes kő jellegzetes alakzata alapján készült. A szentély egyik különlegessége a kőboltozat tetején kirakott üveg fénynyílás, amely szintén a szántói Keresztes kő formáját kapta. A tornyok keresztjei alatt, egy-egy ovális nyílásban Gombos Miklós őrbottyáni műhelyében öntött harangok függnek, melyeket 2006. szeptember 8-án, Kisboldogasszony napján, Árva Vince pálos rendi szerzetes szentelte fel. Az ovális nyílások alsó részének közepére a patacsi pálos kolostorból, a Jakab hegyről származó egy-egy rozsdavörös követ építettek be. A bejárat feletti kitárt szárnyú Napmadár szobra a pilisvörösvári Varázskő Kft. műhelyében készült. A széttárt szárnyak közepén lévő fehér gömb, benne a kereszttel, a megváltó Krisztus testét, az élet kenyerét, az oltári szentség kisugárzását kívánja szimbolizálni.
A szentély kapujának hétágú fém életfáját Kontúr Balázs készítette. A kápolna előtti téren álló homokkő oltár, a Hosszú-hegy tetejéről származik.
A Szent György-vonalon álló, mészégető kemencére emlékeztető épület homlokzata, kissé délkelet felé néz és az Árpád-kori fénytemplomokhoz hasonlóan úgy tájolták, hogy amikor december 21-én a téli napforduló reggelén a felkelő Nap a Ziribár-hegy és a Hosszú-hegy közti nyeregben megjelenik, első sugarai abból az irányból pontosan a kápolna Mária-szobrára esnek.
A kápolna belső terét, az oltár mögötti Nagyboldogasszony szobor uralja, tenyerében tulipánt tart, mely a jövőt és az új élet fogantatásának kelyhét szimbolizálja. A Mária-szobor alkotója Péterfy László. A pilisszántói elődök emlékét az oltárba beépített szenteltvíztartó őrzi, mely egykor generációkon keresztül a régi ravatalozó tartozéka volt. Smídt Róbert, a Csillagösvény hét szobrának faragója, a Boldogasszony szobra fölé 2011-ben fából elkészített két angyalt a Szent Koronával, amely a nemzeti-, a fölöttük lévő kereszt pedig a keresztény értékrendet hirdeti. A harmonikusan összeépített új Boldogasszony szobor olyan egységet alkot, amely véletlenül egy szív alakot formáz.

## Kilátás a kápolnától

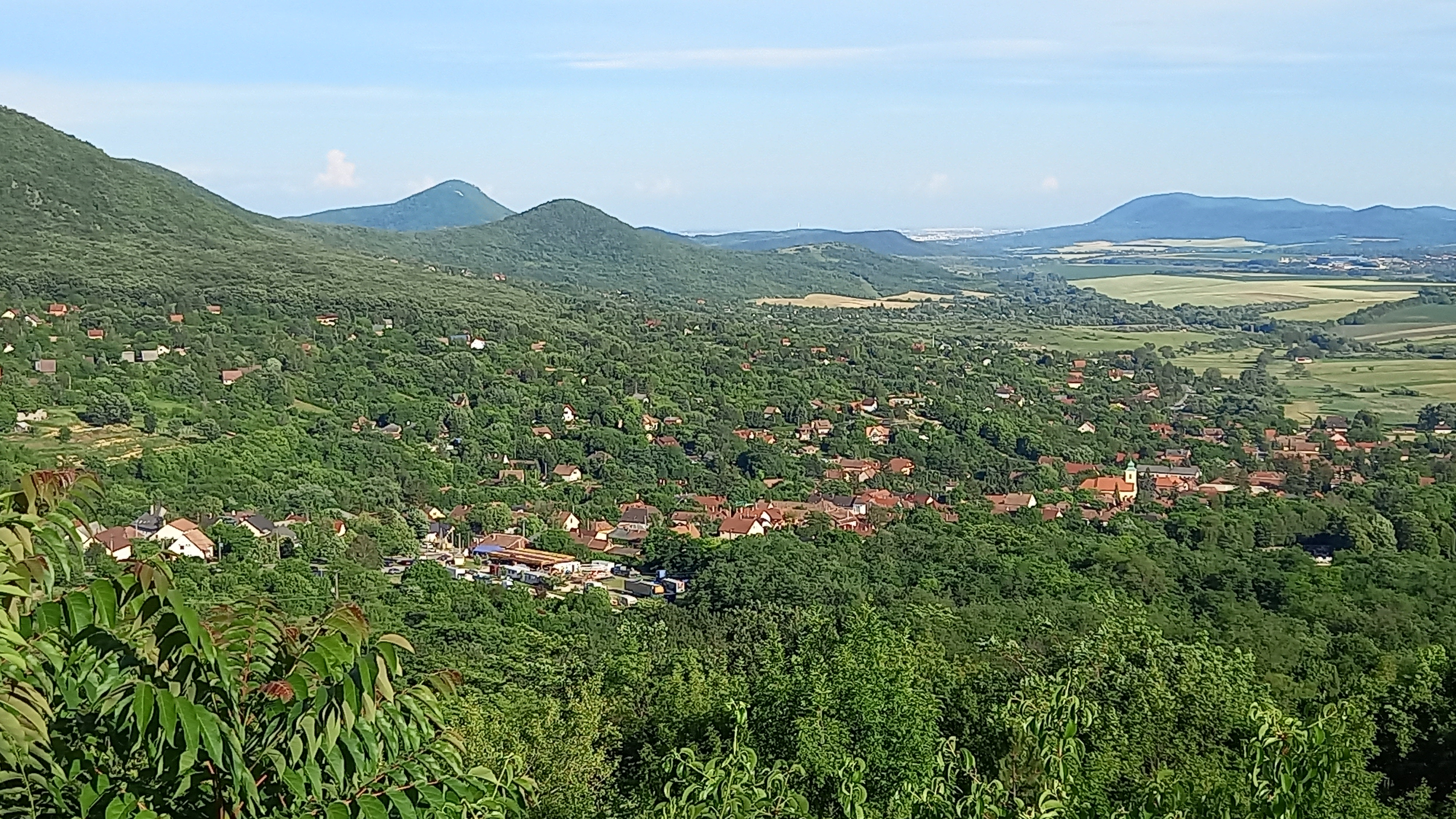
Kilátás a Boldogasszony-kápolna előteréből

A kápolna előteréből szép kilátás nyílik az alatta elterülő Pilisszántóra, távolabb kissé jobbra látható Pilisvörösvár, mögötte Solymár. A kéttornyú kápolnával szemben a Ziribár csúcsa magasodik, mögötte a Nagy-Kevély látható. Ezektől jobbra a Budai-hegység vonulata tárul elénk: többek között a Hármashatár-hegy, de látszik a János-hegyi kilátó is, Pilisvörösvár és Pilisszentiván felett pedig a Szénások. A két hegység között helyezkedik el Budapest.

## Megközelítése
A Budapesttől kb. 28 km-re található Pilisszántó, autóval a 10-es főúton keresztül közelíthető meg. Pilisvörösvár belterületén, a 10-es főútról balra leágazó Szabadság úton haladva,  
kb. 6 km megtétele után érhető el Pilisszántó fő utcája. A község északi határában, a település végét jelző tábla után néhány száz méterre, balra található egy nagyobb murvával borított terület, amely a pilisszántói 
Sziklaszínház parkolója. Itt érdemes leparkolni az autóval, ahonnan gyalogosan a Csillagösvény útvonalát követve juthatunk fel a 355 méter tengerszint feletti magasságban lévő kápolnához.

## Képgaléria

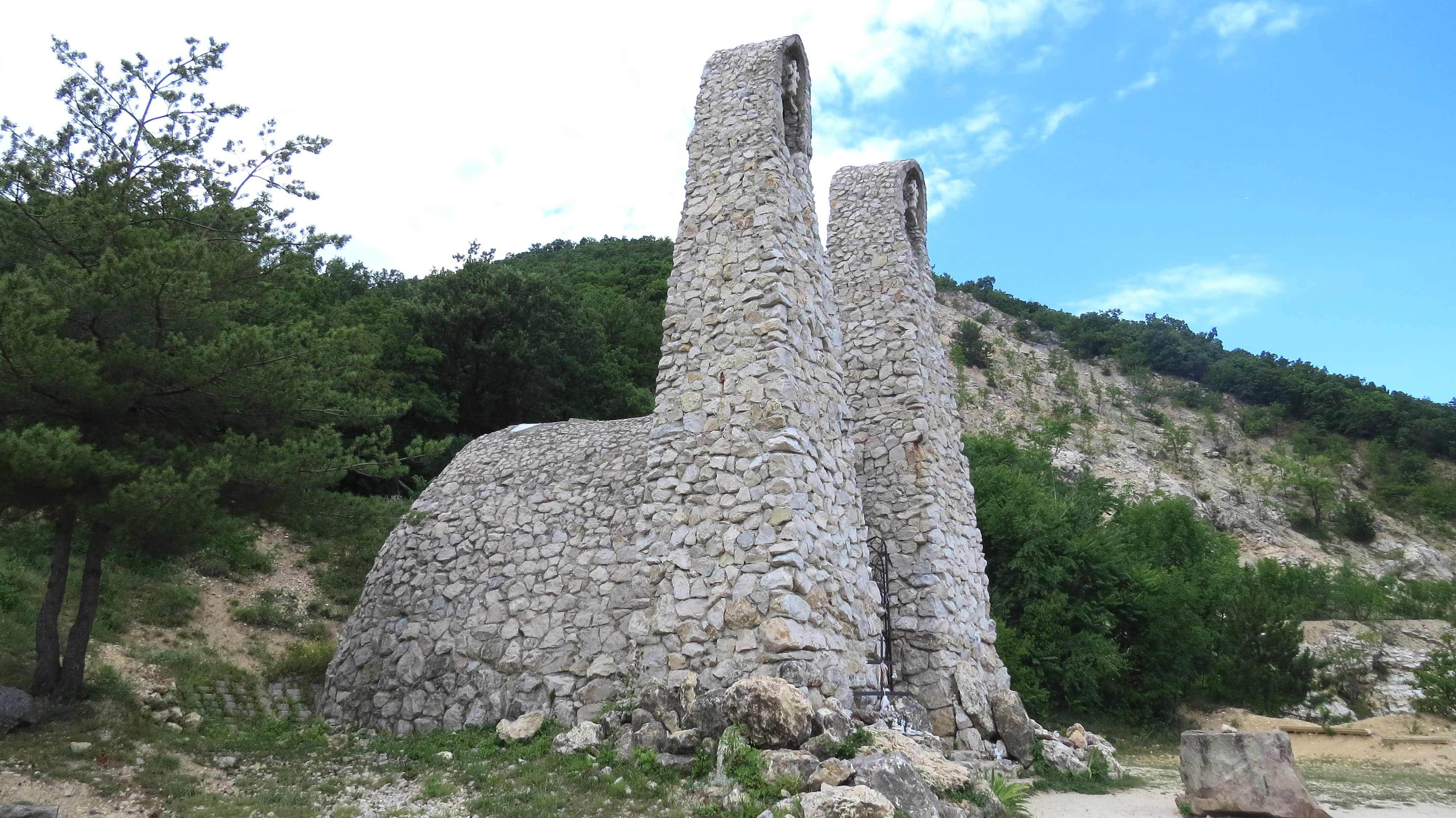
A Boldogasszony-kápolna déli irányból
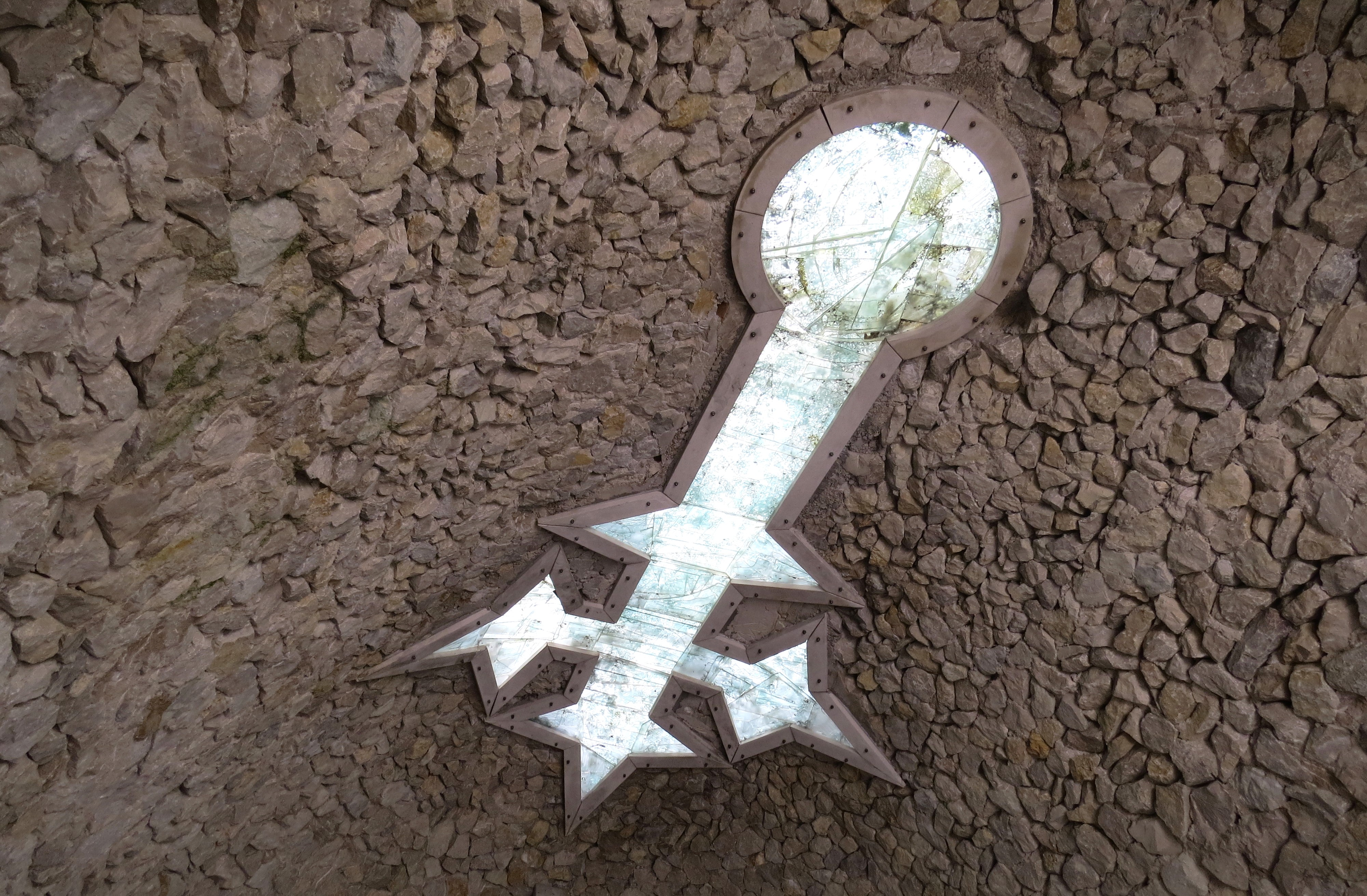
A kápolna mennyezete a Keresztes kő alakú fénynyílással
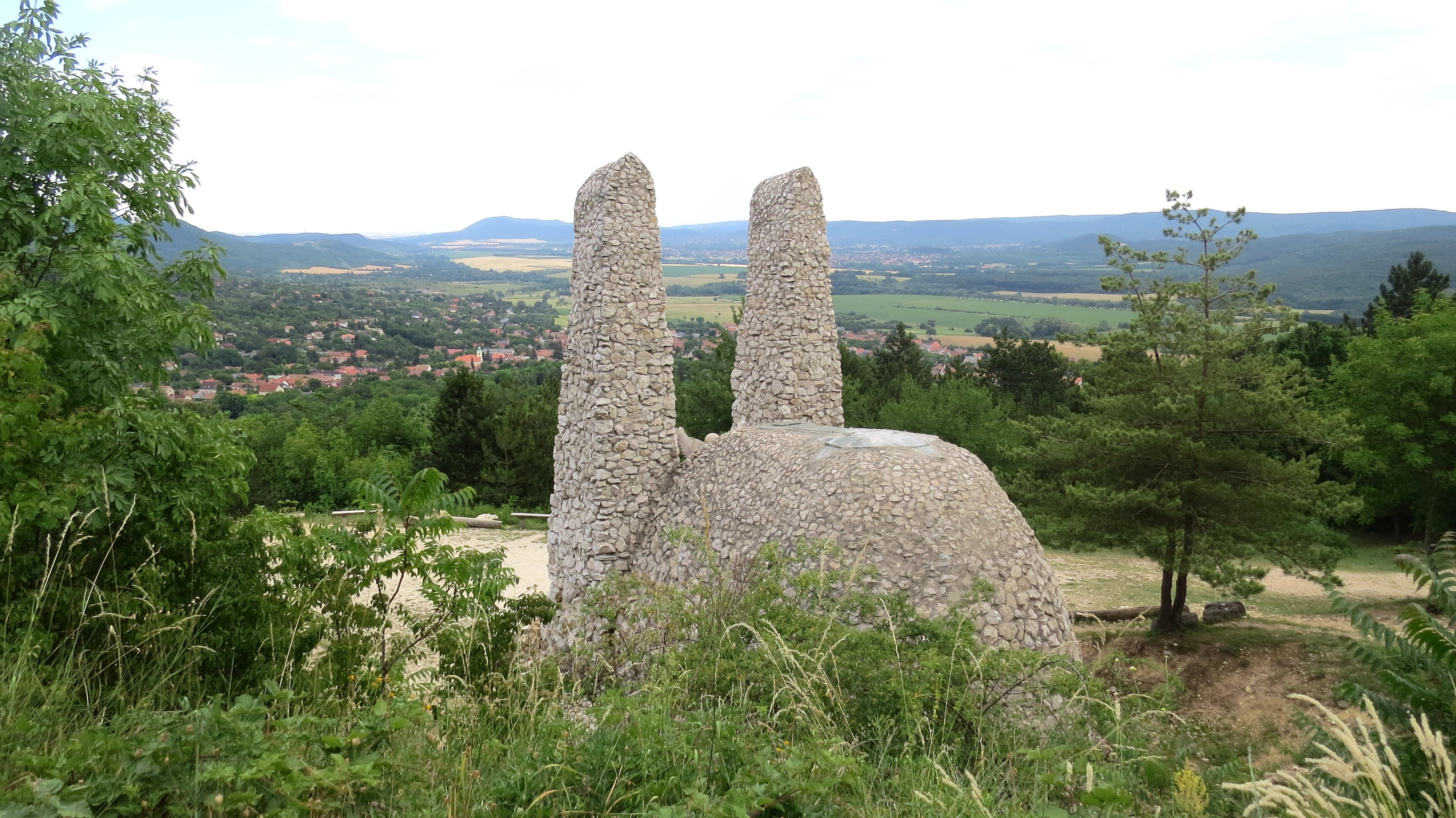
A kápolna északi irányból